# Port Leyden
Port Leyden es una villa ubicada en el condado de Lewis en el estado estadounidense de Nueva York. En el año 2000 tenía una población de 665 habitantes y una densidad poblacional de 424.5 personas por km².

## Geografía
Port Leyden se encuentra ubicada en las coordenadas 43°35′2″N 75°20′39″O / 43.58389, -75.34417.

## Demografía
Según la Oficina del Censo en 2000 los ingresos medios por hogar en la localidad eran de $24,559, y los ingresos medios por familia eran $30,781. Los hombres tenían unos ingresos medios de $31,146 frente a los $17,500 para las mujeres. La renta per cápita para la localidad era de $12,783. Alrededor del 23.7% de la población estaban por debajo del umbral de pobreza.